# Selamat Rejo
Selamat Rejo is een bestuurslaag in het regentschap Bener Meriah van de provincie Atjeh, Indonesië. Selamat Rejo telt 449 inwoners (volkstelling 2010).